# Irwiniella cylindrica
Irwiniella cylindrica är en tvåvingeart som först beskrevs av Walker 1848.  Irwiniella cylindrica ingår i släktet Irwiniella och familjen stilettflugor. Inga underarter finns listade i Catalogue of Life.